# R101 TV
R101 TV è un'emittente televisiva musicale italiana edita fino a settembre 2015 da Arnoldo Mondadori Editore, che in seguito la cederà, assieme alla società produttrice Monradio s.r.l. che controlla anche la radio, al gruppo Mediaset.

## Diffusione
Ha iniziato ufficialmente le trasmissioni sul digitale terrestre il 4 giugno 2014, nel mux Retecapri Alpha al canale 66, precedentemente usato da Radio Capri Television.
Dal 2 dicembre 2014 è disponibile anche sui mux locali affiliati a 7 Gold sul canale 167.
Dal 13 aprile 2015 è disponibile solo sul canale 167.
Dal 14 febbraio 2017 al 20 novembre 2019 è stato disponibile sul mux La3 sempre sul canale 167 mentre dal 1º marzo 2017 non è più disponibile sui mux locali affiliati a 7 Gold.
Dal 1º marzo 2019 al 16 gennaio 2022 il canale era ritrasmesso nelle ore notturne ad una fascia oraria variabile su Italia 2.
Dal 20 novembre 2019 al 30 giugno 2020 è stato disponibile nel mux Mediaset 3.
Dal 1º luglio 2020 al 16 gennaio 2022 è stato presente nel mux Dfree.
Dal 17 gennaio 2022 il canale si sposta sulle numerazioni LCN 67 e 567, invertendo la propria posizione con VH1 che si sposta al canale 167; inoltre, cambia anche frequenza, passando sul multiplex Mediaset 1.
Dal 21 dicembre 2022 il canale passa in alta definizione sul digitale terrestre. Dal 17 gennaio 2023 anche su Mediaset Infinity.

## Palinsesto
R101 TV trasmette programmi in simulcast con la radio affiliata nelle ore diurne e videoclip musicali a rotazione nelle ore notturne.
Dal 2 settembre 2019 dal lunedì al venerdì dalle 09:00 alle 12:00 trasmette in radiovisione il programma Procediamo con Fernando Proce, Regina e Sabrina Bambi.
Da maggio 2021 l'emittente trasmette in simulcast con la radio affiliata, dal lunedì al venerdì, anche il programma Katia & Alvin dalle 12:00 alle 14:00, mentre dal giugno dello stesso anno anche I trafficanti di R101 (condotto dai Finley) dalle 17:00 alle 20:00; inoltre, dal 12 giugno, ogni sabato e domenica il canale trasmette in modalità "audiografica" dalle 09:00 alle 21:00 R101 Weekend, contenitore di programmi in simulcast radio-tv (il venerdì dalle 21:00 alle 23:00 e il sabato e la domenica dalle 13:00 alle 00:00 oggi). Da luglio dello stesso anno il canale trasmette in simulcast con la radio anche il programma Good Times dalle 14:00 alle 17:00. Dall'autunno 2021 il canale trasmette in simulcast con la radio anche il programma La banda di R101 dal lunedì al venerdì dalle 05:00 alle 09:00 (dalle 07:00 alle 09:00 oggi).
Da gennaio 2022, l'emittente trasmette in simulcast con la radio anche il programma Quelli del Weekend condotto da Fil Grondona il sabato e la domenica dalle 10:00 alle 13:00. Dallo stesso anno trasmette anche il programma Cari amici di R101 nella pausa pranzo, sostituendo Katia & Alvin che si spostano nel weekend prima dalle 07:00 alle 10:00 e poi dalle 06:00 alle 09:00.  
Nello stesso mese R101 Enjoy the Music! con Emanuela Maisano diventa R101 Stories dal lunedì al giovedì dalle 21:00 alle 00:00. 
Da metà ottobre il programma R101 Weekend in onda Sabato e domenica dalle 17:00 alle 20:00 con Marco Santini e Giulia Salemi viene trasmesso in radiovisione diventando così il secondo programma trasmesso in radiovisione. 
Da ottobre 2022 anche il programma Quelli del Weekend dalle 09:00 alle 13:00 dal sabato alla domenica con Fil Grondona, viene trasmesso in radiovisione, diventando così il terzo programma a trasmettere in questa modalità. 
Inoltre, nello stesso mese viene trasmesso anche R101 Weekend con Iaki venerdì, sabato e domenica dalle 20:00 a mezzanotte, con le stesse modalità diventando così il quarto programma in radiovisione.  
Da novembre 2022, anche il programma I Trafficanti di R101 viene mandato in onda in radiovisione. Nello stesso mese anche i programmi La Banda di R101 e Good Times trasmettono in Radiovisione.
Il 25 dicembre 2022, il programma Katia & Alvin chiude. 
Nell'agosto 2023 esordisce un nuovo programma: Fantastico Weekend condotto da Rajae Bezzaz, entrata a far parte della radio in quel mese. Allo stesso mese R101 Cinema e TV chiude.

### Attualmente in onda
- Buongiornissimo R101! (dal lunedì al venerdì, dalle 05:00 alle 07:00, con Riccardo Russo)
- La Banda di R101 (dal lunedì al venerdì, dalle 07:00 alle 09:00, con Paolo Dini, Cristiano Militello, Chiara Tortorella, Riccardo Russo e Leonardo Fiaschi)
- Procediamo (dal lunedì al venerdì, dalle 09:00 alle 12:00, con Fernando Proce, Regina, Sabrina Bambi)
- Cari Amici di R101... (dal lunedì al venerdì, dalle 12:00 alle 14:00, con Lucilla Agosti)
- Good Times (dal lunedì al venerdì, dalle 14:00 alle 16:00, con Marco Santini e Melita Toniolo)
- Belli Felici (dal lunedì al venerdì, dalle 16:00 alle 18:00, con Rebecca Staffelli)
- I Trafficanti di R101 (dal lunedì al venerdì, dalle 18:00 alle 20:00, con i Finley)
- R101 Stories (dal lunedì a giovedì, dalle 20:00 alle 00:00, con Emanuela Maisano e Leonardo Regazzoni)
- R101 Weekend (dal venerdì alla domenica dalle 20:00 alle 00:00, con Iaki)
- Fantastico Weekend! (il sabato e la domenica, dalle 07:00 alle 10:00, con Rajae Bezzaz)
- Quelli del Weekend (il sabato e la domenica, dalle 10:00 alle 13:00, con Fil Grondona)
- R101 Weekend (il sabato e la domenica dalle 13:00  alle 17:00, con Silvia Notargiacomo)
- I Bonazzi di R101! (il sabato e la domenica dalle 17:00 alle 20:00, con Fabio De Vivo e Il Musazzi)
- R101 Dance Party (il venerdì e il sabato, dalle 00:00 alle 02:00 con Regina)

### Programmi chiusi
- Katia & Alvin (dal lunedì al venerdì dalle 12:00 alle 14:00, poi il sabato e la domenica dalle 07:00 alle 10:00 e successivamente dalle 06:00 alle 09:00, poi il programma chiuse il 25 dicembre 2022)
- R101 Cinema e TV (la domenica, poi il venerdì dalle 23:00 alle 00:00, con Camilla Ferranti, chiuso ad agosto 2023)